# George Abel
George Gordon Abel, född 23 februari 1916 i Melville i Saskatchewan, död 16 april 1996 i Melville, var en kanadensisk ishockeyspelare.
Abel blev olympisk guldmedaljör i ishockey vid vinterspelen 1952 i Oslo.